# Eparquía de Chanda
La eparquía de Chanda (en latín: Eparchia Chandensis y en inglés: Syro-Malabar Catholic Eparchy of Chanda) es una circunscripción eclesiástica de la Iglesia católica en India. Se trata de una eparquía siro-malabar, sufragánea de la arquidiócesis de Nagpur. Desde el 31 de julio de 2014 su eparca es Ephrem Nariculam.

## Territorio y organización
La eparquía tiene 32 233 km² y extiende su jurisdicción sobre todos los fieles de la Iglesia católica (excepto los siro-malankaras) residentes en el estado de Maharashtra en los distritos de: Wardha, Chandrapur y Gadchiroli (creado el 26 de agosto de 1982 con parte de Chandrapur). Es un territorio de misión exclusiva del clero siro-malabar.
La sede de la eparquía se encuentra en la ciudad de Ballarpur, en donde se halla la Catedral de Santo Tomás, que se llamó Santa Teresa hasta el 2 de marzo de 1993.
En 2021 en la eparquía existían 11 parroquias:
- St. Thomas Cathedral Church, en Ballarpur
- Christ the King Church, en Brahmapuri
- Jyoti Nivas Church, en Chandrapur
- Sant Chavara Church, en Ettapalli
- St.Lawrence Church, en Nagepalli, Allapalli
- St. Thomas Church, en Shengaon
- St.Antony's Church, en Wardha
- Tera Prem Church, en Warur
- Shanti Nivas Church, en Wirur

## Historia
Mediante el decreto apostólico Ad Lucem Sancti Evangelii el ordinariato de Chanda fue erigido por el papa Juan XXIII el 31 de marzo de 1962, separando territorio de la arquidiócesis de Nagpur, designando a Januarius Paul Palathuruthy, C.M.I. con facultades de exarca apostólico. El 15 de agosto de 1962 el ordinariato fue inaugurado. Debido a la oposición de la Conferencia de Obispos de la India a que se establecieran circunscripciones separadas siro-malabares y siro-malankaras fuera de sus respectivos territorios propios, el papa erigió exarcados apostólicos y eparquías regidas por el clero siro-malabar con plena jurisdicción sobre todos los fieles católicos en ellas, siendo la primera fuera del estado de Kerala.
El 29 de julio de 1968 el ordinariato fue elevado a exarcado apostólico.
El 26 de febrero de 1977 el exarcado apostólico fue elevado a la eparquía con la bula Nostra ipsorum del papa Pablo VI.

Quandoquidem ergo Sacra Congregatio pro Ecclesiis Orientalibus statuit iamiam decere Exarchatum hucusque Apostolicum Chandensem in India evehi ad Eparchiae statum ac modum quo certius provideretur religionis Catholicae prosperitati eisdem in regionibus, Nos ipsi haud secus existimamus tale consilium maxime proficere posse firmamento et augmento illius Christiani populi. Quapropter non tantum confirmamus quae suasit eadem Sacra Congregatio verum etiam ex potestatis Nostrae apostolicae plenitudine iam convertimus Exarchatum Chandensem in formam et condicionem Eparchiae, adiectis iuribus et oneribus omnibus eius modi ecclesiasticarum dicionum propriis, quae potissimum reperiuntur in Litteris apostolicis « Cleri sanctitati » inscriptis et quidem a canone 392 ad canonem 526. Praecipimus insuper ut ista Eparchia velut suffraganea submittatur metropolitanae Sedi Nagpurensi.

El 23 de junio de 1999 cedió una parte de su territorio (distrito de Adilabad) para la erección de la eparquía de Adilabad mediante la bula Ad aptius consulendum del papa Juan Pablo II.

Ad aptius consulendum spirituali saluti atque regimini multorum Christifidelium commorantium in ampla Eparchia Chandaënsi, quae comprehendit regionem duarum Foederatarum Civitatum Indiae, quarum una lingua Marathi, altera Telugu utuntur, Nos, utpote beati Petri Successores de totius Dominici gregis bono solliciti, in Audientia Venerabili Fratri Nostro Achilli S.R.E. Cardinali Silvestrini, Praefecto Congregationis pro Ecclesiis Orientalibus, hodie concessa, consentimus ut eadem ita dividatur ut ex ipsa nova constituatur Eparchia. Summa igitur Apostolica potestate sequentia decernimus: quodam detracto territorio ab Eparchia Chandaënsi, novam condimus Eparchiam Adilabadensem, cuius sedem eparchialem in oppido « Adilabad » poni iubemus, cunctis factis propriis iuribus atque obligationibus. Quam quidem Eparchiam Archidioecesi Metropolitanae Hyderabadensi suffraganeam facimus, mandantes ut ea complectatur territorium detractum e provincia « Adilabad ». Haec omnia reliquaque secundum normas Codicis Canonum Ecclesiarum Orientalium temperentur. Insuper de eodem absoluto negotio sueta documenta exarentur et ad Congregationem, quam diximus, mittantur. Hanc denique Apostolicam Constitutionem nunc et in posterum ratam esse volumus, contrariis quibuslibet rebus nihil obstantibus.

El 26 de marzo de 2015 el papa Francisco creó dos circunscripciones eclesiásticas siro-malankaras (eparquía de San Juan Crisóstomo de Gurgaon y el exarcado apostólico de San Efrén de Khadki) con la constitución apostólica Quo aptius consuleretur con el fin de cubrir todo el territorio de India ubicado fuera del territorio propio de la Iglesia católica siro-malankara. Desde entonces los fieles siro-malankaras de la jurisdicción de la eparquía de Chanda pasaron a integrar el exarcado apostólico de San Efrén de Khadki.

## Estadísticas
Según el Anuario Pontificio 2022 la eparquía tenía a fines de 2021 un total de 13 794 fieles bautizados.
| Año                                                                             | Población            | Población | Población      | Sacerdotes | Sacerdotes    | Sacerdotes    | Bautizados por sacerdote | Diáconos permanentes | Religiosos | Religiosos | Parroquias |
| Año                                                                             | Bautizados católicos | Total     | % de católicos | Total      | Clero secular | Clero regular | Bautizados por sacerdote | Diáconos permanentes | Varones    | Mujeres    | Parroquias |
| ------------------------------------------------------------------------------- | -------------------- | --------- | -------------- | ---------- | ------------- | ------------- | ------------------------ | -------------------- | ---------- | ---------- | ---------- |
| 1970                                                                            | 7000                 | 3 000     | 0.2            | 50         |               | 50            | 140                      |                      | 50         | 68         | 47         |
| 1980                                                                            | 14 000               | ?         | ?              | 73         | 9             | 64            | 191                      |                      | 73         | 170        | 36         |
| 1990                                                                            | 22 805               | 4 219 000 | 0.5            | 64         | 10            | 54            | 356                      |                      | 85         | 226        | 54         |
| 1999                                                                            | 20 500               | 5 702 639 | 0.4            | 87         | 13            | 74            | 235                      |                      | 205        | 372        | 53         |
| 2000                                                                            | 12 877               | 3 620 160 | 0.4            | 58         | 12            | 46            | 222                      |                      | 170        | 262        | 34         |
| 2001                                                                            | 12 891               | 3 620 160 | 0.4            | 62         | 16            | 46            | 207                      |                      | 184        | 304        | 33         |
| 2002                                                                            | 12 980               | 3 620 160 | 0.4            | 56         | 16            | 40            | 231                      |                      | 171        | 310        | 5          |
| 2003                                                                            | 12 891               | 3 635 134 | 0.4            | 56         | 17            | 39            | 230                      |                      | 166        | 354        | 5          |
| 2004                                                                            | 12 925               | 3 650 225 | 0.4            | 56         | 17            | 39            | 230                      |                      | 165        | 360        | 5          |
| 2006                                                                            | 13 612               | 3 659 415 | 0.4            | 62         | 22            | 40            | 219                      |                      | 277        | 352        | 5          |
| 2009                                                                            | 14 757               | 3 764 000 | 0.4            | 65         | 22            | 43            | 227                      |                      | 207        | 354        | 5          |
| 2013                                                                            | 13 119               | 4 357 654 | 0.3            | 85         | 34            | 51            | 154                      |                      | 176        | 387        | 6          |
| 2016                                                                            | 13 206               | 4 390 936 | 0.3            | 75         | 38            | 37            | 176                      |                      | 153        | 400        | 9          |
| 2019                                                                            | 13 664               | 4 628 370 | 0.3            | 111        | 41            | 70            | 123                      |                      | 183        | 425        | 10         |
| 2021                                                                            | 13 794               | 4 927 480 | 0.3            | 106        | 41            | 65            | 130                      |                      | 131        | 430        | 11         |
| Fuente: Catholic-Hierarchy, que a su vez toma los datos del Anuario Pontificio. |                      |           |                |            |               |               |                          |                      |            |            |            |

## Episcopologio
- Januarius Paul Palathuruthy, C.M.I. † (29 de julio de 1968-20 de abril de 1990 retirado)
- Vijay Anand Nedumpuram, C.M.I. (20 de abril de 1990-31 de julio de 2014 retirado)
- Ephrem Nariculam, desde el 31 de julio de 2014